# Stactobia ori
Stactobia ori är en nattsländeart som beskrevs av Schmid 1983. Stactobia ori ingår i släktet Stactobia och familjen smånattsländor. Inga underarter finns listade i Catalogue of Life.